# オタミキサバン
オタミキサバン（Otamixaban）は、キサバン（xaban）と付くことからも明らかなように、直接第Xa因子阻害薬の1種である。CAS登録番号は193153-04-7。

## 構造

オタミキサバンの極限構造式。

オタミキサバンの化学式はC25H26N4O4、モル質量は約446.5 (g/mol)である

。

## 生理活性
オタミキサバンは、血液凝固カスケードを構成するタンパク質のうち、第Xa因子を可逆的に直接阻害する作用を持つ

。
その阻害定数（Ki値）は、0.5 (nmol/l)とされている

。
したがって、オタミキサバンは抗凝固薬として作用する。その有効性を試すために、ヒトを用いた第III相試験まで行われた

。